# Једног лепог дана (филм из 1996)
Једног лепог дана (енгл. One Fine Day) је филм снимљен 1996, са Мишел Фајфер и Џорџом Клунијем у главним улогама. Песма „For the First Time“ номинована је за Оскар за најбољу оригиналну песму.

## Радња
Клуни је у улози Џека Тејлора, успешног новинара, чија је рутина радног дана нарушена када га жена изненада остави. Сада је принуђен да преузме улогу родитеља, а мора да спреми причу која му је од великог значаја за посао. Постаје расејан и помало неодговоран отац, а у исто време, мање професионалан на послу. Исти сценарио догодио се и архитекти Мелани Паркер (Фајферова), која мора да припреми одличну презентацију за један скуп пројекат, а у исто време да пази на сина, кријући га од шефа који не воли малу децу. Због тога се њих двоје договарају да на смену чувају децу, па иако се не подносе, убрзо не могу једно без другог.

## Улоге
| Глумац        | Улога          |
| ------------- | -------------- |
| Џорџ Клуни    | Џек Тејлор     |
| Мишел Фајфер  | Мелани Паркер  |
| Меј Вајтман   | Меги Тејлор    |
| Алекс Д. Линц | Семи Паркер    |
| Џо Грифаси    | Мени Фелдстајн |